# 植食树雀
，是雀形目唐纳雀科的一种鸟类。
植食树雀体重约35.5克，翼长约82.4毫米，嘴峰长约17.4毫米，喙宽度约6.7毫米，喙厚度约10.6毫米，跗蹠长约27.3毫米，尾长约54.2毫米。植食树雀在其分布区内为留鸟，其栖息在半开放的中等高度的林地中，食性为草食性，主要食物来源是陆生植物。
植食树雀分布于加拉帕戈斯群岛。该物种是单型物种，没有亚种分化。